# Port lotniczy Newman
Port lotniczy Newman (IATA: ZNE, ICAO: YNWN) – port lotniczy położony 11 km od Newman, w stanie Australia Zachodnia, w Australii.

## Linie lotnicze i połączenia
- QantasLink (Perth)
- Skywest Airlines (Perth)
- Virgin Blue (Perth)